# Gołąbek miękki
Gołąbek miękki (Russula mollis Quél.) – gatunek grzybów należący do rodziny gołąbkowatych (Russulaceae).

## Systematyka i nazewnictwo
Pozycja w klasyfikacji według Index Fungorum: Russula, Russulaceae, Russulales, Incertae sedis, Agaricomycetes, Agaricomycotina, Basidiomycota, Fungi.
Po raz pierwszy opisał go w 1883 roku Lucien Quélet, według Index Fungorum jednak jest to takson niepewny. Polską nazwę zarekomendował w 2003 r. Władysław Wojewoda.

## Morfologia
Kapelusz
Średnica 4,3–6,5 cm, mięsisty, gruby, początkowo dość wypukły i twardy, potem kruchy, płaski, lekko zagłębiony lub lekko pagórkowaty w środku. Brzeg tępy. Powierzchnia gładka, na końcu może stać się niewyraźnie żłobkowano-grudkowata, intensywnie żółtozielona, oliwkowo-ochrowa do silnie płowożółtej, często ciemniejsza w środku, czasami nakrapiana jaskrawo żółtozieloymi plamkami lub ze śladami czerwieni na brzegu. Skórka da się oddzielić do połowy promienia lub więcej, jest gładka, błyszcząca, nieco chropowata.
Blaszki
Średnio gęste lub gęste, dość cienkie, o szerokości 4–6 mm, zazwyczaj słabo rozwidlone przy trzonie, zaokrąglone i tępe z przodu, o barwie początkowo żółtawokremowej, następnie jasno-maślanej, w końcu złocistożółtej. Ostrza blaszek tej samej barwy.
Trzon
Wysokość 5–7,5 cm, grubość 1–1,5 cm, prawie równogruby, lekko rozszerzony pod blaszkami i lekko zwężony u dołu, początkowo pełny, potem miękki, w końcu pusty, z dwiema cienkimi strefami korowymi, ale początkowo elastyczny, potem kruchy. Powierzchnia biała, wyraźnie z szarawym, brązowawym przebarwieniem i wyraźnie szarzejący po zgnieceniu, mniej lub bardziej chropowata.
Miąższ
Gruby, początkowo dość sztywny, potem bardziej lub mniej kruchy, biały, szarzejący po zgnieceniu. Ma zapach owocowy i łagodny smak (lub z czasem ledwo wyraźnie ostry na ostrzach). Rakcja z gwajakolem powolna, ale pozytywna, z fenolem słaba.
Wysyp zarodników
Jasnożółty.
Cechy mikroskopowe
Zarodniki 6,7–9,2 × 5,7–7,2 µm, krótkie, odwrotnie jajowate, kolczaste, dołkowane, z niewielką ilością łączników, z nieregularnymi kolcami, tępymi lub ostrymi, bardzo nierównej wielkości, czasem ustawione w jednej linii i połączone, czasem rozproszone, osiągające 1 µm wysokości, dość amyloidalne. Wyrostek wnęki 1,5-2 × 1 µm, łysinka zaokrąglona, osiągająca 3 µm, bardzo amyloidalna. Podstawki 30-52 × 8,5-11,5-(15) µm. Cystydy cylindryczne, 53-105 × 7,5-12,5 µm, czasami nieco powyginane, tępe lub z kończykiem, wystające, większość optycznie pusta, niektóre pod wpływem sulfowaniliny ze słabą szarawą emulsją lub czarniawymi ciałkami na górze, bardzo liczne, często z mieniącą się zawartością na krawędzi. Epikutis złożony z bardzo cienkich strzępek o szerokości 2-3,5 µm, ale czasami z częściami ampułkowatymi o szerokośći do 4,2-6,5-(8,5) µm. Strzępki pierwotne smukłe, cylindryczne lub stopniowo zwężające się ku górze, z częstymi przegrodami, o pogrubionych, sztywnych ścianach, czasami rozgałęzione, o szerokości 2,5-4 µm, silnie inkrustowane (z wyjątkiem górnej części) po działaniu fuksyną. Brak wyraźnych dermatocystyd, w subkutisie są cienkie przewody mleczne.

## Występowanie i siedlisko
Podano jego stanowiska tylko w Europie. W Polsce do 2003 roku jedyne stanowisko podano w 1971 r. w Murowanej Goślinie.
Naziemny grzyb mykoryzowy występujący w lasach liściastych.